# زوجة زوجي (مسلسل)
```

```

زوجة زوجي (بالهندية: Bahu Begum) هو مسلسل درامي رومانسية هندي عُرض على قناة Colors TV الهندية من 15 يوليو 2019 إلى 21 يناير 2020. المسلسل من بطولة أرجيت تانيجا، وساميكشا جايسوال، وديانا خان.
تمت دبلجة المسلسل إلى اللغة العربية، وعُرض على قناة إم بي سي بوليوود، حيث لاقى اهتمامًا من الجمهور العربي.

## القصة
تدور أحداث المسلسل في مدينة بوبال الهندية، حول آزان أختار ميرزا (أرجيت تانيجا)، وهو شاب مثقف يعود من لندن بعد إكمال دراسته. يقع آزان في حب فتاة تدعى شايرا أنور (ديانا خان) ويتزوجها، مما يصدم والدته، راضية بيغوم، التي كانت قد وعدت صديقتها المقربة بمنح يد ابنتها نور قريشي (ساميكشا جايسوال) لابنها آزان.
تتعقد الأحداث وتتحول إلى مثلث حب مأساوي بعد وفاة والدة نور وخطيبها في حريق تتسبب فيه شايرا عن طريق الخطأ. تشعر نور بالخذلان والغضب، وتقرر الانتقام من خلال محاولة تدمير زواج آزان وشايرا. تضع نور شرطًا للتنازل عن قضيتها ضد شايرا، وهو أن يطلق آزان شايرا ويتزوجها هي. يوافق آزان تحت الضغط، لتبدأ حياة ثلاثتهم في منزل واحد مليئة بالصراعات والمؤامرات العائلية والغيرة، حيث تحاول كل من نور وشايرا الفوز بقلب آزان.

## فريق العمل
| الممثل          | الشخصية                       |
| --------------- | ----------------------------- |
| أرجيت تانيجا    | آزان أختار ميرزا              |
| ديانا خان       | شايرا أنور / شايرا آزان ميرزا |
| ساميكشا جايسوال | نور قريشي / نور آزان ميرزا    |
| سيمون سينغ      | راضية بيغوم                   |
| أميرابالي غوبتا | ثريا ميرزا                    |
| محمد ناظم       | أصغر ميرزا                    |

## البث والدبلجة
عُرض المسلسل لأول مرة في الهند على قناة Colors TV واستمر لمدة 134 حلقة. في العالم العربي، قامت قناة إم بي سي بوليوود بعرض النسخة المدبلجة من المسلسل تحت عنوان "زوجة زوجي".